# Avtomobil bomba
Avtomobil bomba oz. vozilo bomba je improvizirana eksplozivna naprava, nameščena v avtomobilu oziroma drugem prevoznem sredstvu, ter sprožena.
Zelo pogosto se uporablja za atentate, terorizem in gverilsko bojevanje, z namenom usmrtitve potnikov v vozilu, ljudi v dosegu ubojnega radija ter poškodovanja zgradb ali druge lastnine. Avtomobili bombe se predstavljajo kot lasten prevozni mehanizem in lahko prenašajo relativno velike količine eksploziva, ne da bi pritegnili pozornost; z večjimi vozili in tovornjaki je mogoče prenesti tudi okrog 3200 kg eksploziva, tako kot so ga 19. aprila 1995 v mestu Oklahoma, kjer je bilo ubitih 168 ljudi ter več kot 680 poškodovanih.
Avtomobil bombo se lahko aktivira na več načinov, med drugim tudi z odpiranjem vrat vozila, zagonom motorja, pritiskom na pedal za plin ali zavoro, prižigom vžigalne vrvice ali napravo za odštevanje časa. Bencin v rezervoarju vozila pa lahko naredi eksplozijo bombe še močnejšo.

## Uporaba kot orožje
Avtomobili bombe so zelo učinkovita orožja, saj omogočajo zelo lahek način prevoza velike količine eksploziva do določene tarče. Pri eksploziji avtomobila bombe pa nastane tudi velika količina šrapnelov ter letečih kosov, ki povzročijo sekundarno škodo na ljudeh in objektih v bližini. Najpogostejši uporabniki avtomobila bombe, so postali samomorilski napadalci.
Načelnik začasne Irske republikanske armade Seán Mac Stíofáin opredeljuje avtomobil bombo, tako kot taktično kot tudi strateško gverilsko orožje. Strateško moti delovanje nasprotnikove vlade, ter hkrati udari po jedru ekonomske strukture s pomočjo ogromnega uničenja. S taktičnega vidika onemogoči veliko število varnostnih sil in enot na poglavitnih območjih v regiji.

## Protiukrepi
Obramba proti avtomobilom bombam, vključuje nadzorovanje in usmerjanje vozil z varne razdalje okoli ranljivih ciljev, s pomočjo zapor cest, kontrolnimi točkami, betonskimi in drugimi (tako imenovanimi "Jersey barrier") preprekami, kovinskimi ovirami ali kaljenimi objekti, ki prenesejo eksplozijo. Kjer mimo varovanih objektov potekajo večje komunikacije (ceste), je edina zaščita zapora le-teh (na primer zaprtje ceste v ameriški prestolnici Washington, D.C, kjer je popolnoma zaprta cesta pred Belo hišo). V preteklosti pa je ta taktika spodbudila, potencialne napadalce, da napadejo raje nezaščitena mesta kot na primer trge.

## Zgodovina
Avtomobile bombe bi lahko predstavili kot oddaljene potomce z eksplozivom naloženih ladij tako imenovanih hellburners iz 16. stoletja. Navkljub manj specifični tehnologiji je bil namen teh ladij podoben današnjim avtomobilom bombam.
Pred 20. stoletjem so za atentat bombe namestili v konjske vozove, najbolj znan je neuspešen atentat na Napoleona, dne 24. decembra 1800.
Prvi avtomobil bomba bi lahko predstavljal poskus atentata na otomanskega sultana Abdul Hamid II leta 1905 v Istanbulu, ki je bil izveden po ukazu armenskega separatista Papken Siuni, ki je pripadal Armenski federativni zvezi. 
Prvi samomorilski avtomobil bomba (ter hkrati prvi samomorilski napad) je bil izveden leta 1927, na šoli Bath, v Bath Township, Michigan, kjer je bilo skupno z napadalcem ubitih 45 ljudi, uničena pa je bila tudi polovica šole.
- Leto 1920: bombardiranje Wall Street-a. Za napad je osumljen italijanski anarhist Mario Buda, član skupine "Galleanists", ki je z eksplozivom napolnjeno konjsko vprego parkiral v finančnem okrožju New Yorka. Eksplozija je bila 38 in ranila 143 ljudi.
- Leto 1927: Katastrofa na šoli Bath. Andrew Kehoe je uporabil časovni detonator za vžig dinamita in  pyrotola (eksploziv, ki ga je vojska uporabljala med 1. svetovno vojno), ki ga je skrito parkiral znotraj šole. Skupno je ubil 44 ljudi ter jih 58 ranil. Ta dogodek tudi predstavlja tudi največji množični umor na šoli ter tudi prvi samomorilski avtomobilski napad.
- Militanta skupina Stern Gang je prva uporabila avtomobil bombo v Palestini.
- Vietnamski gverilci so ga uporabljali na koncu prve Indokinske vojne in skozi celotno Vietnamsko vojno.
- Sicilijanska mafija jih je uporabila za atentate na neodvisne sodnike vse do zgodnjih devetdesetih let.

- Baskovska separatistična skupina Euskadi Ta Askatasuna (ETA) je izvedla najmanj 80 velikih napadov (s pomočjo avtomobilov bomb) v Španiji, dokler niso svojih aktivistov leta 2011 pozvali k začasnem prenehanju.
- Svobodnjaški terorist Carlos the Jackal je prevzel odgovornost za 3 napade na francoske časopise, zaradi pro-izraelske nagnjenosti leta 1970.
- 23. novembra 1986 sta dva pripadnika Armenske revolucionarne federacije izvedla napad na turški konzulat v Melbournu, ki pa se je končal s smrtjo enega od napadalcev.
- Agenti čilske tajne agencije DINA, so bili obsojeni izvedbe atentata na Orlanda Letelier in Carlosa Pratsa, ki sta bila nasprotnika režima Augusta Pinocheta.
- Samomorilski avtomobili bombe so bili tudi stalnica med izraelsko invazijo na Libanon, ki je trajala od leta 1982 do leta 2000. To taktiko je izvajalo več skupin, najbolj znana pa je Hezbollah.
- Bombardiranje World Trade Centra leta 1993: 26. februarja 1993 so islamistični teroristi pod vodstvom Ramzija Yousefa sprožili z eksplozivom napolnjeno transportno vozilo, ki je bilo parkirano v garaži World Trade Centra v New Yorku. Namen je bil, da bi stolp poškodovali do te mere, da bi se sesedel in s tem porušil še drugega. Čeprav je akcija spodletela, je umrlo šest in bilo poškodovanih 1402 ljudi.